# Andrzej Pawlak (fizyk)
Andrzej Pawlak (ur. 13 października 1955 w Poznaniu) – polski fizyk, doktor habilitowany nauk fizycznych, specjalizuje się w fizyce teoretycznej, nauczyciel akademicki Uniwersytetu im. Adama Mickiewicza w Poznaniu.

## Życiorys
Uczęszczał do poznańskiego Technikum Energetycznego (1970-1975). Na Wydziale Fizyki i Matematyki UAM ukończył fizykę (1980) oraz matematykę (1981) i na tym wydziale zdobywał kolejne awanse akademickie. Stopień doktorski uzyskał w 1988 na podstawie pracy pod tytułem Wpływ sprzężeń spinowo-fononowych na propagację dźwięku w obszarze krytycznym (promotorem był prof. Bogdan Fechner). Habilitował się w 2005 na podstawie oceny dorobku naukowego i pracy zatytułowanej Propagacja dźwięku w pobliżu magnetycznej przemiany fazowej.
Pracuje jako adiunkt w Zakładzie Fizyki Matematycznej Wydziału Fizyki UAM. W pracy badawczej zajmuje się m.in. propagacją dźwięku w pobliżu magnetycznej przemiany fazowej, transportem ciepła w pobliżu przemiany fazowej oraz mechaniką statystyczną tłumu. Jest członkiem Polskiego Towarzystwa Fizycznego. Swoje prace publikował m.in. w "Physical Review B" oraz "Acta Physica Polonica".